# Мирослав Стојановић
Мирослав Стојановић (1941) српски је новинар и публициста.

## Биографија
Мирослав Стојановић је рођен 30. јануара 1941, у Трешњеву код Андријевице, Црна Гора.
Основну школу завршио у селу Трепча код Андријевице, вишу гимназију у Беранама (тадашњи Иванград). Дипломирао на Филолошком факултету Београдског универзитета, група за југословенску и светску књижевност.
Кратко време (од 1964. до 1966) професор књижевности у Архитектонској школи у Београду, потом, све до пензионисања (2006), новинар у дневном листу „Политика“, где је прешао пут од сарадника на Београдској хроници до заменика главног уредника и одговорног уредника „Политике“.
Стални дописник „Политике“ из Немачке био је у три мандата (Бон од 1985. до 1991, затим од 1992 до 1996. и Берлин  од 2003. до 2006).
Као специјални дописник „Политике“ извештавао је из више европских држава, затим  Сједињених Америчких Држава и Кине као и са великих (историјских)  међународних скупова (Самит ЕУ у Мастрихту, од 9. до 11. децембра, Конференција о Југославији под руководством лорда Питера Карингтона, Хаг, Брисел 1991).
Добитник је, поред осталих признања, велике „Политикине“ награде за извештавање из Немачке и две награде за животно дело: Удружења новинара Србије и Савеза новинара Југославије.
Као спољнополитички коментатор гостује на више српских телевизијских станица (РТС, РТВ, Прва, О2, Хепи, Пинк). Такође је и стални спољнополитички сарадник недељника „Печат“ од његовог оснивања.
Члан је Удружења новинара Србије и Управног одбора српско – индонежанског друштва „Нусантара“.